# Videografia de Iggy Azalea

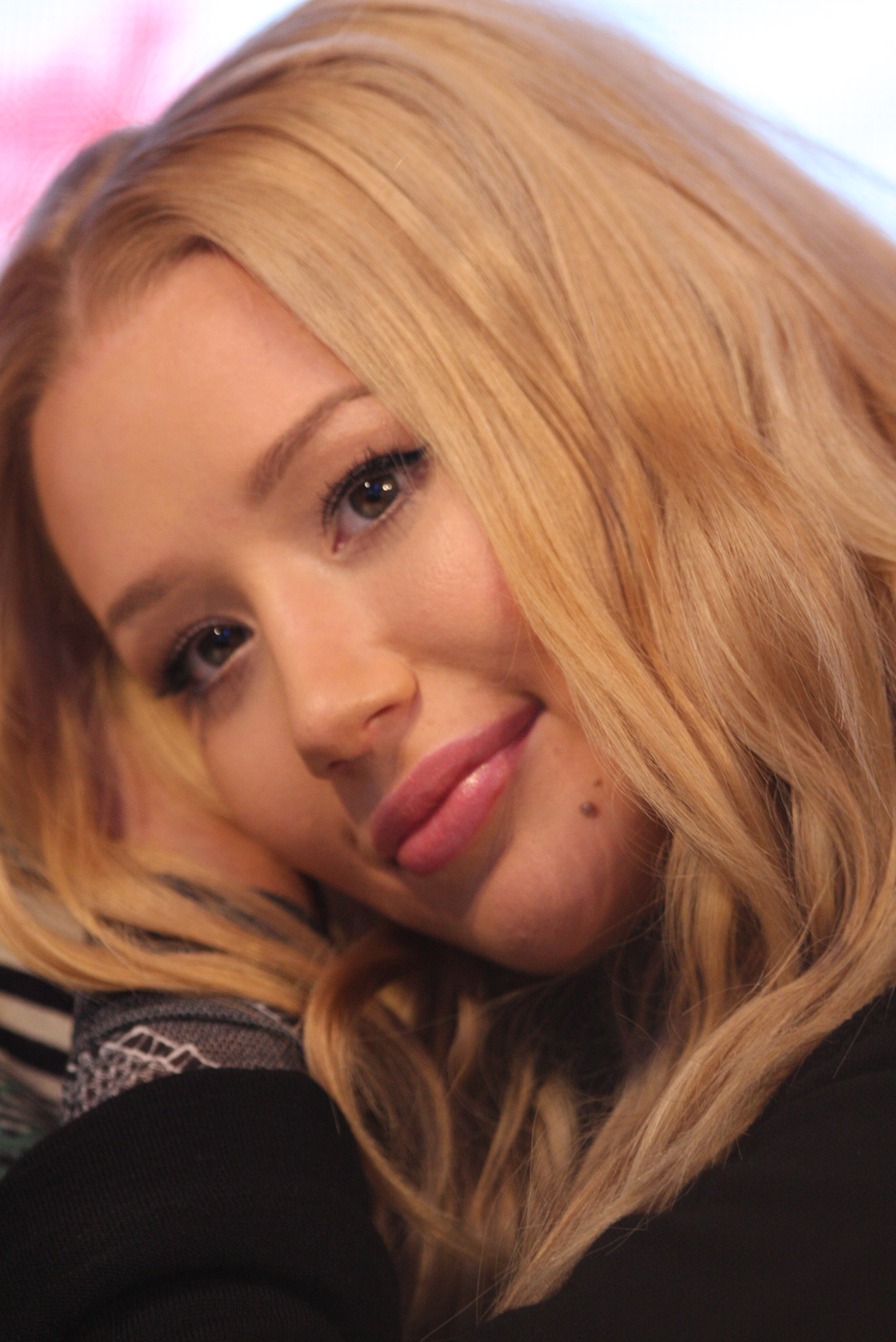
Azalea em Sydney; Austrália, agosto de 2015.

A videografia de Iggy Azalea, uma rapper australiana, consiste na sua participação em vinte e dois vídeos musicais (incluindo catorze como artista principal e cinco como uma artista em destaque), um filme, entre várias aparições em outras produções audiovisuais. Em 2011, Azalea publicou no YouTube seu primeiro vídeo musical para "Pu$$y", uma canção de sua mixtape de estreia, Ignorant Art, onde subsequentemente passou a se tornar um viral, ajudando a impulsionar a rapper à notoriedade, depois de compartilhar anteriormente vídeos caseiros como uma rapper underground. Ela lançou mais dois vídeos do projeto nos meses seguintes, "My World" e "The Last Song." Em 2012, ela se junta com o rapper southern T.I. em sua gravadora, a Grand Hustle. Ela foi, então, apresentada em "Murda Bizness", retirada do EP Glory, também aparecendo nos visuais, marcando o início de múltiplas colaborações entre os dois. Por esta altura, Azalea faz sua primeira aparição na televisão americana na BET Hip Hop Awards de 2012 ao lado de outros companheiros de gravadora. Azalea anunciou que iria lançar uma segunda mixtape intitulada TrapGold além de estrear um vídeo para a faixa "Bac 2 Tha Future (My Time)". Ela foi uma artista convidada no VH1 Divas de 2012.
Em 2013, Azalea assina um acordo de gravação com a Virgin EMI e Def Jam, enquanto programava o lançamento de seu álbum de estreia, The New Classic. O vídeo musical para o primeiro single, "Work", que retrata o percurso biográfico de Azalea da vida nas ruas para Hollywood depois que ela se mudou da Austrália para os Estados Unidos para iniciar uma carreira no rap, recebeu elogios da crítica e foi nomeado para o MTV Video Music Award de Best New Artist. "Bounce", o segundo single, filmado em Mumbai provocou uma discussão na representação do estilo e da cultura indiana. O vídeo para o terceiro single "Change Your Life" com participação de T.I., foi lançado no mesmo ano. Azalea também começou a fazer outras aparições na televisão e performances para promover os lançamentos.
Azalea lançou "Fancy", com participação de Charli XCX, em 2014, fazendo uma refilmagem do filme Clueless, alcançar o sucesso em todo o mundo e ganhar a sua atenção mais mainstream, incluindo quatro nomeações no MTV Video Music Awards de 2014 e uma participação no Saturday Night Live. Após o lançamento do álbum, o vídeo musical de "Black Widow", com participação de Rita Ora, estreou recebendo comparações com o filme Kill Bill, de Quentin Tarantino, com o ator Michael Madsen fazendo uma participação, além do mesmo vídeo ter recebido uma nomeação para Best Video no MTV Europe Music Awards 2014. Azalea também apresentou uma nova versão da série House of Style para o MTV.com. Ela também foi destaque em músicas de outros artistas no mesmo ano, tais como "Problem", de Ariana Grande, e "Booty", de Jennifer Lopez, aparecendo nos respectivos vídeos. Um vídeo para "Trouble", com participação de Jennifer Hudson, da reedição de seu álbum de estreia, Reclassified, também foi lançado na Vevo. Azalea co-dirigiu o vídeo de seu single colaborativo com Britney Spears, "Pretty Girls," em 2015, marcando a terceira vez que ela foi creditada oficialmente como diretora, depois de seu trabalho em "Black Widow" e "Trouble" com Director X. Ela fez sua estreia no cinema em Furious 7 (2015).

## Vídeos musicais

### Como intérprete

#### Como artista principal

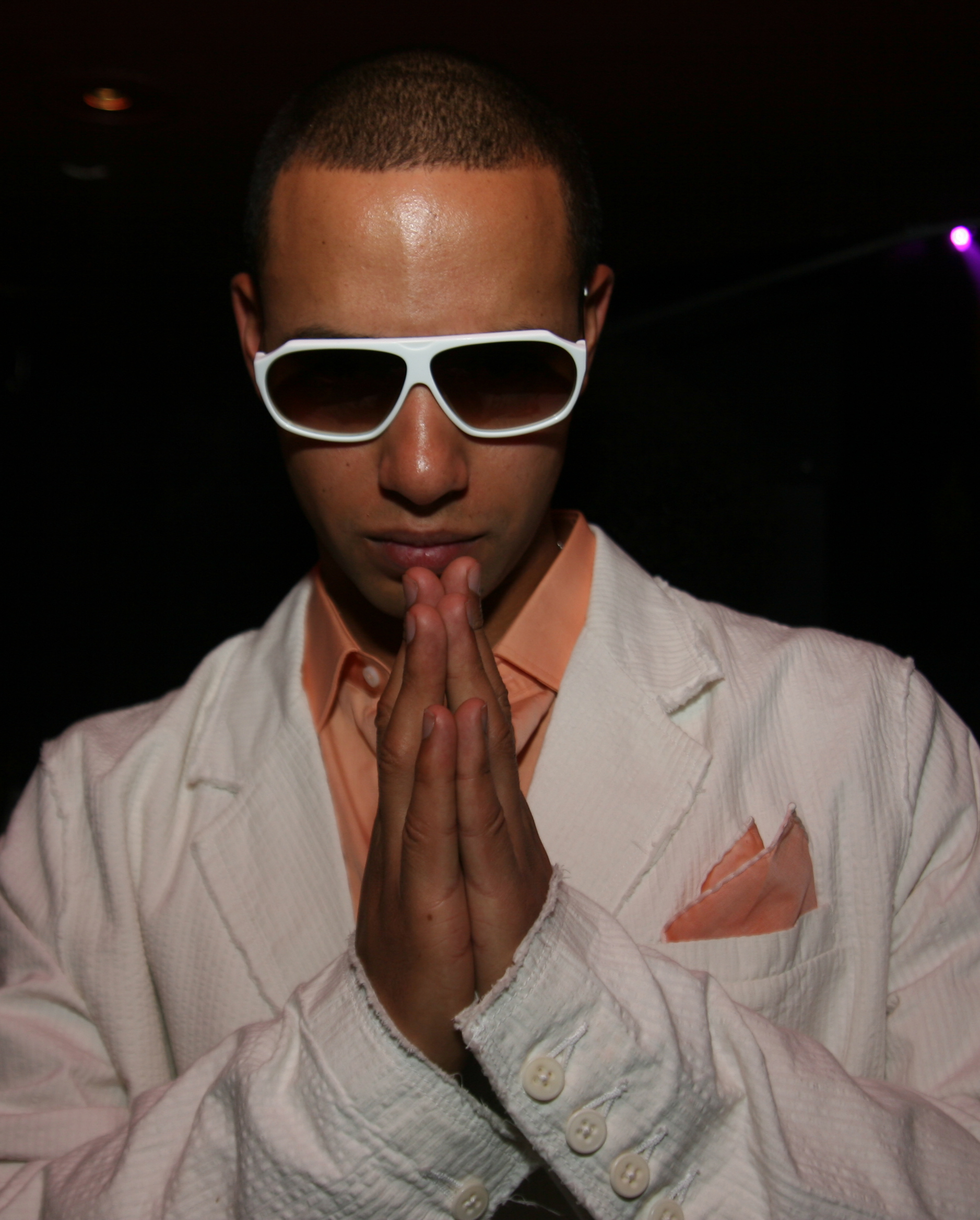
Director X (foto) co-dirigiu os vídeos musicais de "Black Widow" (2014) e "Trouble" (2015) com Azalea.

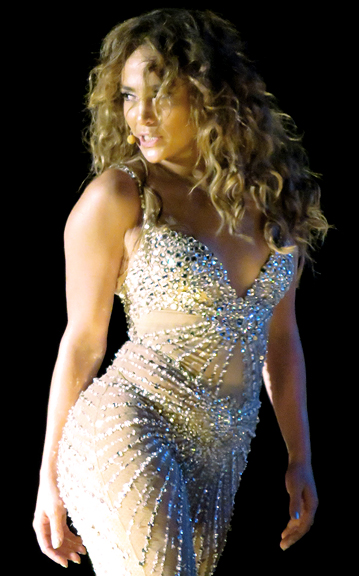
Azalea é convidada especial do remix da canção "Booty", de Jennifer Lopez (foto), também aparecendo no respectivo vídeo musical.

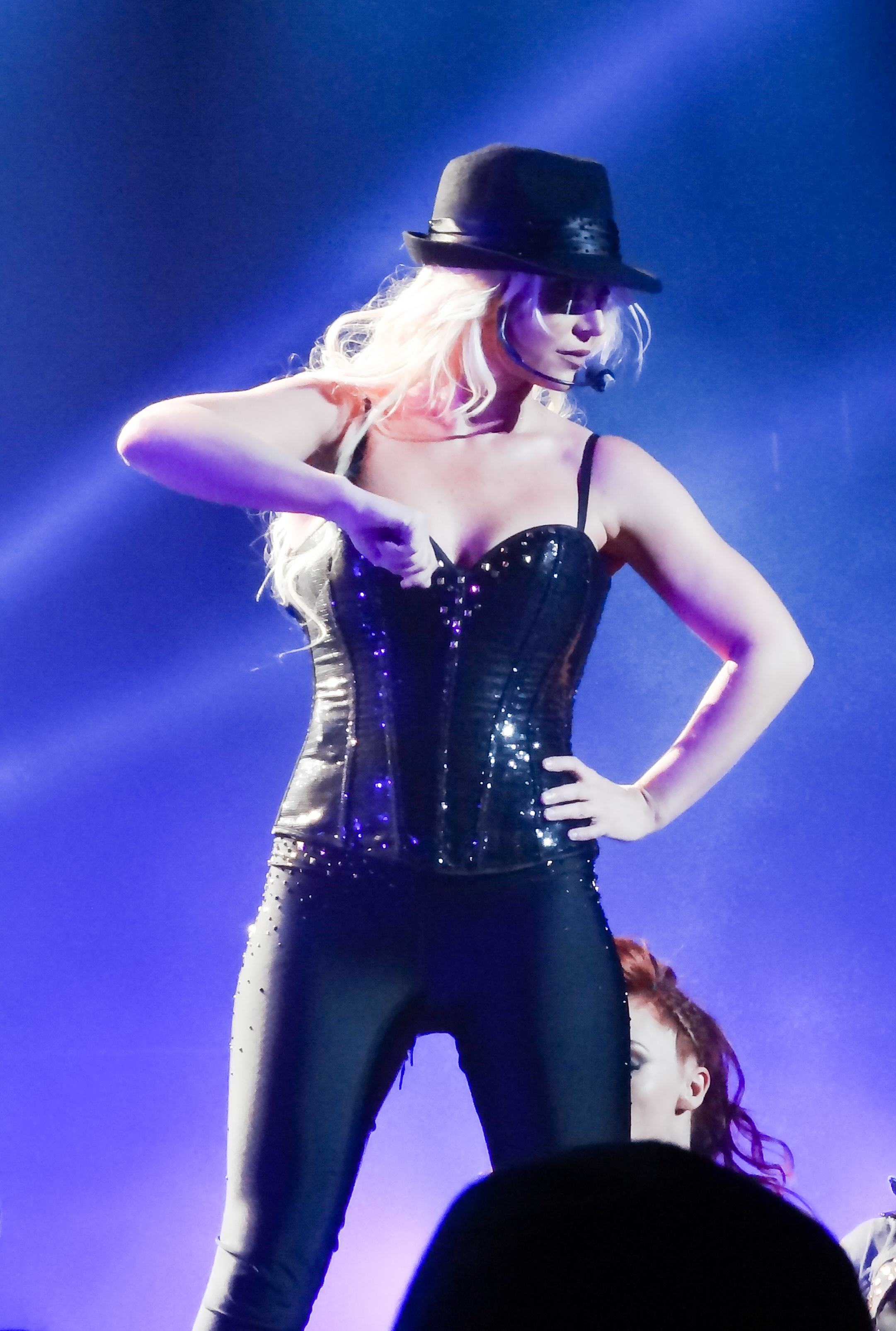
Azalea dirigiu o vídeo de sua colaboração com Britney Spears (foto), "Pretty Girls", em 2015.

| Título                       | Outro(s) artista(s) | Diretor(es)               | Álbum           | Ano  | Ref.   |
| ---------------------------- | ------------------- | ------------------------- | --------------- | ---- | ------ |
| "Pu$$y"                      | Nenhum              | Falkon                    | Ignorant Art    | 2011 | [ 23 ] |
| "My World"                   | Nenhum              | Alex/2Tone                | Ignorant Art    | 2011 | [ 2 ]  |
| "The Last Song"              | Nenhum              | Bell Soto                 | Ignorant Art    | 2012 | [ 3 ]  |
| "Murda Bizness"              | T.I.                | 3 Little Digs             | Glory           | 2012 | [ 5 ]  |
| "Murda Bizness"              | T.I.                | Alex/2Tone                | Glory           | 2012 | [ 24 ] |
| "Bac 2 Tha Future (My Time)" | Nenhum              | Bell Soto                 | TrapGold        | 2012 | [ 7 ]  |
| "Work"                       | Nenhum              | Jonas & François          | The New Classic | 2013 | [ 10 ] |
| "Slo."                       | Nenhum              | Rankin                    | TrapGold        | 2013 | [ 25 ] |
| "Bounce"                     | Nenhum              | BRTHR                     | The New Classic | 2013 | [ 11 ] |
| "Change Your Life"           | T.I.                | Jonas & François          | The New Classic | 2013 | [ 12 ] |
| "Fancy"                      | Charli XCX          | Director X                | The New Classic | 2014 | [ 13 ] |
| "Black Widow"                | Rita Ora            | Director X Iggy Azalea    | The New Classic | 2014 | [ 14 ] |
| "Trouble"                    | Jennifer Hudson     | Director X Iggy Azalea    | Reclassified    | 2015 | [ 18 ] |
| "Pretty Girls"               | Britney Spears      | Cameron Duddy Iggy Azalea | Nenhum          | 2015 | [ 19 ] |
| "Team"                       | Nenhum              | Fabien Montique           | Nenhum          | 2016 | [ 26 ] |
| "Mo Bounce"                  | Nenhum              | Lil Internet              | Nenhum          | 2017 | [ 27 ] |

### Como artista convidada
| Título              | Outro(s) artista(s)     | Diretor(es)   | Álbum                   | Ano  | Ref.   |
| ------------------- | ----------------------- | ------------- | ----------------------- | ---- | ------ |
| "I Think She Ready" | FKi Diplo               | Alex/2Tone    | Transformers n the Hood | 2012 | [ 28 ] |
| "Beat Down"         | Steve Aoki Angger Dimas | Alex/2Tone    | Wonderland (Remixed)    | 2012 | [ 29 ] |
| "Problem"           | Ariana Grande           | Jones Crow    | My Everything           | 2014 | [ 30 ] |
| "Problem"           | Ariana Grande           | Nev Todorovic | My Everything           | 2014 | [ 16 ] |
| "No Mediocre"       | T.I.                    | Director X    | Paperwork               | 2014 | [ 31 ] |
| "Booty"             | Jennifer Lopez          | Hype Williams | Nenhum                  | 2014 | [ 17 ] |

### Participações especiais
| Título             | Artista(s)                   | Diretor(es)  | Álbum           | Ano  | Ref.   |
| ------------------ | ---------------------------- | ------------ | --------------- | ---- | ------ |
| "Otis" (Remix)     | YG Reem Riches               | Kenneth Wynn | —               | 2011 | [ 32 ] |
| "Hot Wheels"       | T.I. Travis Porter Young Dro | Alex Smith   | F*ck Da City Up | 2012 | [ 33 ] |
| "Mr. Taxi" (Remix) | Steve Aoki                   | Punit Dhesi  | —               | 2012 | [ 34 ] |

## Filmografia
| Título    | Ano  | Papel           | Diretor(es) | Notas          | Ref.   |
| --------- | ---- | --------------- | ----------- | -------------- | ------ |
| Furious 7 | 2015 | Piloto feminina | James Wan   | Breve aparição | [ 20 ] |

## Televisão

### Participações como ela mesma
| Título                                  | Ano  | Canal         | Notas                                                                | Ref.          |
| --------------------------------------- | ---- | ------------- | -------------------------------------------------------------------- | ------------- |
| Tracks                                  | 2012 | Arte          | Mini-documentário                                                    | [ 35 ]        |
| Iggy Azalea's Hottest Club Joints       | 2013 | 4Music        | Apresentadora; contagem regressiva especial                          | [ 36 ] [ 37 ] |
| The Show with Vinny                     | 2013 | MTV           | Episódio #1.9                                                        | [ 38 ]        |
| MTV News                                | 2013 | MTV           | Entrevistadora; estreia do segmento World War Z                      | [ 39 ]        |
| Never Mind the Buzzcocks                | 2013 | BBC Two       | Competidora; Episódio #27.4                                          | [ 40 ]        |
| MTV Video Music Awards                  | 2013 | MTV           | Apresentadora                                                        | [ 41 ]        |
| MOBO Awards                             | 2013 | BBC Three     | Apresentadora                                                        | [ 42 ]        |
| MTV Europe Music Awards                 | 2013 | MTV           | Apresentadora                                                        | [ 43 ]        |
| Studio 10                               | 2013 | Network Ten   | Episódio "13 November"                                               |               |
| MTV Movie Awards                        | 2014 | MTV           | Apresentadora                                                        | [ 44 ]        |
| This Is Hot 97                          | 2014 | VH1           | Episódio #1.8: "The Turn Up"                                         | [ 45 ]        |
| Jimmy Kimmel Live!                      | 2014 | ABC           | Esquete: "New Lyrics for Old People"; Episódio #12.73                | [ 46 ]        |
| Billboard Music Awards                  | 2014 | ABC           | Apresentadora                                                        | [ 47 ]        |
| Chelsea Lately                          | 2014 | E!            | Episódio #8.79                                                       | [ 48 ]        |
| Dave Skylark's Very Special VMA Special | 2014 | MTV           | Convidada de entrevista                                              | [ 49 ]        |
| Saturday Night Live                     | 2014 | NBC           | Esquete: "Halloween Party"; Episódio #40.4: "Jim Carrey/Iggy Azalea" | [ 50 ] [ 51 ] |
| Today                                   | 2015 | Nine Network  | Episódio "17 June"                                                   | [ 52 ]        |
| The Late Late Show with James Corden    | 2015 | CBS           | Carpool Karaoke; Episode #1.46                                       | [ 53 ]        |
| Lip Sync Battle                         | 2015 | Spike         | Competidora; Episódio #1.16: "Iggy Azalea vs. Nick Young"            | [ 54 ]        |
| Today                                   | 2015 | Nine Network  | Episódio "19 August"                                                 | [ 55 ]        |
| The Project                             | 2015 | Network Ten   | Episódio "19 August"                                                 | [ 56 ]        |
| Good Morning America                    | 2016 | ABC           | Episódio "23 March"                                                  | [ 57 ]        |
| The Ellen DeGeneres Show                | 2016 | CBS           | Episódio "8 April"                                                   | [ 58 ]        |
| Late Night with Seth Meyers             | 2016 | NBC           | Episódio "28 April 2016"                                             | [ 59 ]        |
| Wild 'n Out                             | 2016 | MTV           | Competidora; Episódio #8.2: "Iggy Azalea/Travis Mills"               | [ 60 ]        |
| The X Factor Australia                  | 2016 | Seven Network | Jurada; 8.ª temporada                                                | [ 61 ]        |

### Como performer
| Título                                                 | Ano  | Canal       | Canção(ões) apresentada(s)                                           | Ref.          |
| ------------------------------------------------------ | ---- | ----------- | -------------------------------------------------------------------- | ------------- |
| BET Hip Hop Awards                                     | 2012 | BET         | Grand Hustle Cypher (com T.I., B.o.B, Chip e Trae tha Truth)         | [ 6 ]         |
| VH1 Divas                                              | 2012 | VH1         | "Groove Is in the Heart" (com Natasha Bedingfield e Bootsy Collins)  | [ 8 ]         |
| Britain & Ireland's Next Top Model                     | 2013 | Sky Living  | "Work"                                                               | [ 62 ]        |
| The Sound of Change Live                               | 2013 | NBC         | "Work"; "Bounce"                                                     | [ 63 ] [ 64 ] |
| Nikki & Sara Live                                      | 2013 | MTV         | "Work"                                                               | [ 63 ]        |
| Smells Like Friday Night                               | 2013 | Channel 4   | "Bounce"                                                             | [ 65 ]        |
| 106 & Park                                             | 2013 | BET         | "Change Your Life" (com T.I.)                                        | [ 66 ]        |
| Trending 10                                            | 2013 | Fuse        | "Change Your Life"                                                   | [ 67 ]        |
| Alan Carr: Chatty Man                                  | 2013 | Channel 4   | "Change Your Life"                                                   | [ 68 ]        |
| MOBO Awards                                            | 2013 | BBC Three   | "Change Your Life"; "Work"                                           | [ 42 ]        |
| Wake Up                                                | 2013 | Network Ten | "Change Your Life"                                                   | [ 69 ]        |
| MTV Europe Music Awards                                | 2013 | MTV         | "Blurred Lines" (com Robin Thicke)                                   | [ 70 ]        |
| The Late Show with David Letterman                     | 2013 | CBS         | "Change Your Life" (com T.I.)                                        | [ 71 ]        |
| mtvU Woodie Awards                                     | 2014 | mtvU        | "Fancy" (com Charli XCX)                                             | [ 72 ]        |
| Late Night with Seth Meyers                            | 2014 | NBC         | "Fancy" (com Charli XCX)                                             | [ 73 ]        |
| Good Morning America                                   | 2014 | ABC         | "Fancy" (com Charli XCX)                                             | [ 74 ]        |
| Jimmy Kimmel Live!                                     | 2014 | ABC         | "Fancy" (com Charli XCX)                                             | [ 46 ]        |
| Billboard Music Awards                                 | 2014 | ABC         | "Fancy" (com Charli XCX); "Problem" (com Ariana Grande)              | [ 75 ]        |
| Dancing with the Stars                                 | 2014 | ABC         | "Fancy" (com Charli XCX)                                             | [ 76 ]        |
| BET Awards                                             | 2014 | BET         | "No Mediocre" (com T.I.); "Fancy"                                    | [ 77 ]        |
| ESPY Awards                                            | 2014 | ESPN        | "Fancy"                                                              | [ 78 ]        |
| iHeartRadio Ultimate Pool Party                        | 2014 | The CW      | "Bounce"; "Work"; "Fancy"; "Problem" (com Ariana Grande)             | [ 79 ] [ 80 ] |
| The Today Show                                         | 2014 | NBC         | "Work"; "Fancy"                                                      | [ 81 ]        |
| MTV Video Music Awards                                 | 2014 | MTV         | "Black Widow" (com Rita Ora)                                         | [ 82 ]        |
| The Ellen Show                                         | 2014 | CBS         | "Black Widow" (com Rita Ora)                                         | [ 83 ]        |
| Saturday Night Live                                    | 2014 | NBC         | "Fancy"; "Black Widow" (com Rita Ora); "Beg for It" (com MØ)         | [ 84 ]        |
| American Music Awards                                  | 2014 | ABC         | "Fancy" (com Charli XCX); "Beg for It"; "Booty" (com Jennifer Lopez) | [ 85 ] [ 86 ] |
| The Tonight Show Starring Jimmy Fallon                 | 2014 | NBC         | "Beg for It"                                                         | [ 87 ]        |
| Dick Clark's New Year's Rockin' Eve with Ryan Seacrest | 2014 | ABC         | "Fancy" (com Charli XCX)                                             | [ 88 ]        |
| People's Choice Awards                                 | 2015 | CBS         | "Beg for It"                                                         | [ 89 ]        |
| The Tonight Show Starring Jimmy Fallon                 | 2015 | NBC         | "Trouble" (com Jennifer Hudson)                                      | [ 90 ]        |
| Nickelodeon Kids' Choice Awards                        | 2015 | Nickelodeon | "Trouble" (com Jennifer Hudson)                                      | [ 91 ]        |
| iHeartRadio Music Awards                               | 2015 | NBC         | "Trouble" (com Jennifer Hudson)                                      | [ 92 ]        |
| American Idol                                          | 2015 | Fox         | "Trouble" (com Jennifer Hudson)                                      | [ 93 ]        |
| Billboard Music Awards                                 | 2015 | ABC         | "Pretty Girls" (com Britney Spears)                                  | [ 94 ]        |
| MTV Video Music Awards                                 | 2015 | MTV         | "Cool for the Summer" (com Demi Lovato)                              | [ 95 ]        |
| The Tonight Show Starring Jimmy Fallon                 | 2016 | NBC         | "Team"                                                               | [ 96 ]        |
| iHeartRadio Music Awards                               | 2016 | TBS         | "Team"                                                               | [ 97 ]        |
| The Ellen DeGeneres Show                               | 2016 | CBS         | "Team"                                                               | [ 58 ]        |
| Late Night with Seth Meyers                            | 2016 | NBC         | "Team"                                                               | [ 98 ]        |
| Good Morning America                                   | 2016 | ABC         | "Team"; "Black Widow"; "Fancy"                                       | [ 99 ]        |
| Wild 'n Out                                            | 2016 | MTV         | "Team"                                                               | [ 60 ]        |

## Internet
| Título                                  | Ano  | Serviço            | Notas                   | Ref.    |
| --------------------------------------- | ---- | ------------------ | ----------------------- | ------- |
| GGN: Snoop Dogg's Double G News Network | 2011 | YouTube            | Especial de férias      | [ 100 ] |
| Close To!                               | 2012 | Ofive.tv (Play TV) | Mini-documentário       | [ 101 ] |
| Vevo Lift                               | 2013 | Vevo               | Campanha; websérie      | [ 102 ] |
| House of Style                          | 2014 | MTV.com            | Apresentadora; websérie | [ 15 ]  |
| Vevo Certified SuperFanFest             | 2014 | Vevo               | Performer               | [ 103 ] |

## Comerciais
| Empresa    | Campanha            | Ano  | Diretor(es)       | Ref.            |
| ---------- | ------------------- | ---- | ----------------- | --------------- |
| Adidas     | Unite All Originals | 2013 | Colin Solal Cardo | [ 104 ] [ 105 ] |
| Samsung    | Milk Music          | 2014 | Warren Fu         | [ 106 ] [ 107 ] |
| Forever 21 | Unwrap Style        | 2014 | —                 | [ 108 ]         |
| Bonds      | BONDS100            | 2015 | —                 | [ 109 ]         |